# Ninrod Medina
Ninrod Medina (San Ignacio, 26 agosto 1976) è un ex calciatore honduregno, di ruolo difensore.